# Danio Merli
Danio Merli (Cremona, 9 de junio de 1956) es un deportista italiano que compitió en piragüismo en la modalidad de aguas tranquilas. Ganó una medalla de plata en el Campeonato Mundial de Piragüismo de 1975 en la prueba de K2 10 000 m.

## Palmarés internacional
| Campeonato Mundial | Campeonato Mundial    | Campeonato Mundial | Campeonato Mundial |
| Año                | Lugar                 | Medalla            | Evento             |
| ------------------ | --------------------- | ------------------ | ------------------ |
| 1975               | Belgrado (Yugoslavia) | Medalla de plata   | K2 10 000 m        |